# NGC 4389
NGC 4389 este o galaxie spirală situată în constelația Câinii de Vânătoare. A fost descoperită în 10 aprilie 1788 de către William Herschel. Se află la o distanță de 9,33 megaparseci de Pământ.